# Тёс (река)
Тёс (Тёсс; нем. Töss, фр. Töss) — река в Швейцарии, левый приток Рейна, течёт на северо-запад по территории кантона Цюрих в северо-восточной части страны. Впервые упоминается в 853 году как Toissa.
Длина реки составляет 57 км. Средний расход воды — 457 м³/с. Высота истока — 800 м над уровнем моря. Высота устья — 343 м над уровнем моря.
Тёс начинается от слияния Фордер-Тёс и Хинтер-Тёс в окрестностях гор Тёссток (нем. Tössstock) и Шнебельхорн (нем. Schnebelhorn), протекает по одноименной долине (Tösstal) рядом с Винтертур и Рорбас и впадает в Рейн у Фрайенштайн-Тойфен.